# I Can’t Go On
I Can’t Go On – singel szwedzkiego piosenkarza Robina Bengtssona wydany w 26 lutego 2017 roku przez wytwórnię Capitol Records. Piosenka wygrała Melodifestivalen 2017 i reprezentowała Szwecję w 62. Konkursie Piosenki Eurowizji. Utwór napisali David Kreuger, Hamed „K-One” Pirouzpanah i Robin Stjernberg.

## Konkurs Piosenki Eurowizji
W listopadzie 2016 potwierdzono udział Robina Bengtssona w Melodifestivalen 2017. 18 lutego 2017 artysta wystąpił w trzecim koncercie półfinałowym i dostał się do finału rozgrywanego 11 marca w Sztokholmie. Zajął w nim pierwsze miejsce po zdobyciu 146 punktów (96 od jurorów i 50 od widzów), dzięki czemu został reprezentantem Szwecji w 62. Konkursie Piosenki Eurowizji w Kijowie. Przed konkursem utwór był uważany za jednego z faworytów do zwycięstwa, zajął 3. miejsce w głosowaniu OGAE. 9 maja wystąpił jako pierwszy w kolejności w pierwszym półfinale konkursu i z trzeciego miejsca awansował do finału rozgrywanego 13 maja. Zajął w nim piąte miejsce, zdobywszy 344 punktów, w tym 126 pkt. od telewidzów (8. miejsce) i 218 pkt. od jurorów (3. miejsce).

## Notowania
| Kraj            | Lista (2017)        | Pozycja |
| --------------- | ------------------- | ------- |
| Szwecja         | Sverigetopplistan   | 3       |
| Polska          | AirPlay – Top       | 19      |
| Szwajcaria      | Singles Top 100     | 83      |
| Wielka Brytania | UK Singles Chart    | 62      |
| Finlandia       | Musiikkituottajat   | 12      |
| Belgia          | Ultratop 50 Singles | 23      |